# Evrovizijska Melodija 2019
La ventitreesima edizione di Evrovizijska Melodija si è tenuta il 16 febbraio 2019 presso gli studi televisivi di RTV Slovenija a Lubiana e ha selezionato il rappresentante della Slovenia all'Eurovision Song Contest 2019 di Tel Aviv.
I vincitori sono stati Zala Kralj & Gašper Šantl con Sebi.

## Organizzazione
Come le precedenti edizioni, l'organizzazione della selezione è spettata all'emittente radiotelevisiva pubblica Radio Televizija Slovenija (RTV SLO).
L'emittente ha ricevuto i brani candidati tra il 9 novembre e il 14 dicembre 2018, selezionando tra i 103 aspiranti, i 10 partecipanti all'EMA.
Lo show si è tenuto in unica serata ed è stato articolato in due round: nel primo si sono esibiti i 10 partecipanti e due di loro sono stati selezionati da una giuria, mentre nel secondo round i due artisti selezionati vengono votati dal televoto per decretare il vincitore.

## Partecipanti
La lista dei partecipanti è stata annunciata il 27 dicembre 2018:
| Artista                   | Brano               | Lingua  | Compositori                                                                        |
| ------------------------- | ------------------- | ------- | ---------------------------------------------------------------------------------- |
| Fed Horses                | Ti ne poznaš konjev | Sloveno | Jure Mihevc e Urša Mihevc                                                          |
| INMATE                    | Atma                | Sloveno | Andrej Bezjak, Marko Duplišak, Jure Grudnik e Miha Oblišar                         |
| Kim                       | Rhythm Back to You  | Inglese | Maraaya, Jimmy Jansson, Samuel Waermö e Art Hunter                                 |
| Lumberjack                | Lepote dna          | Sloveno | Drago Popovič, Jaka Novak, Robi Glač, Blaž Kuster, David Podgornik e Rok Ahačevčič |
| Okustični                 | Metulji plešejo     | Sloveno | Mate Bro e Karin Zemljič                                                           |
| Raiven                    | Kaos                | Sloveno | Sara Briški Cirman, July Jones, Lazy Joe, Peter Khoo e Alba                        |
| Renata Mohorič            | Three Bridges       | Inglese | Grigor Koprov e Stiko Per Larsson                                                  |
| René                      | Ne poveš            | Sloveno | Jean Markič                                                                        |
| Ula Ložar                 | Fridays             | Inglese | Maraaya, Anej Piletič e Charlie Mason                                              |
| Zala Kralj & Gašper Šantl | Sebi                | Sloveno | Zala Kralj e Gašper Šantl                                                          |

## Finale
| #  | Artista                   | Brano               | Posizione |
| -- | ------------------------- | ------------------- | --------- |
| 1  | Kim                       | Rhythm Back to You  | 8         |
| 2  | Renata Mohorič            | Three Bridges       | 9         |
| 3  | René                      | Ne poveš            | 10        |
| 4  | Fed Horses                | Ti ne poznaš konjev | 4         |
| 5  | Ula Ložar                 | Fridays             | 3         |
| 6  | Lumberjack                | Lepote dna          | 6         |
| 7  | Okustični                 | Metulji plešejo     | 5         |
| 8  | INMATE                    | Atma                | 7         |
| 9  | Zala Kralj & Gašper Šantl | Sebi                | 1         |
| 10 | Raiven                    | Kaos                | 2         |

### Superfinale
| Artista                   | Brano | Televoto | Posizione |
| ------------------------- | ----- | -------- | --------- |
| Zala Kralj & Gašper Šantl | Sebi  | 4 666    | 1         |
| Raiven                    | Kaos  | 1 735    | 2         |

## All'Eurovision Song Contest
La Slovenia si è esibita 5ª nella prima semifinale, classificandosi 6ª con 167 punti e qualificandosi per la finale, dove, esibendosi 10ª si classifica 15ª con 105 punti.

### Giuria e commentatori
L'Eurovision Song Contest 2019 è stato trasmesso su TV SLO 1 e TV Koper-Capodistria, con il commento di Andrej Hofer. La prima semifinale e la finale sono state trasmesse anche su Val 202 e Radio Maribor, con il commento di Andrej Karoli. Il portavoce dei voti assegnati dalla giuria nella finale è stata Lea Sirk.
La giuria slovena per l'Eurovision Song Contest 2019 è stata composta da:
- Žiga Klančar, editore musicale e presidente di giuria;
- Urša Mihevc, cantante e compositrice;
- Ula Ložar, cantante (rappresentante della Slovenia al Junior Eurovision Song Contest 2014);
- Mate Bro, musicista, cantante, compositore e produttore;
- Urša Vlašič, paroliere.

### Voto

#### Punti assegnati alla Slovenia
| Giurie                                         | Giurie                            | Giurie                               | Giurie                                        | Giurie                |
| 12                                             | 10                                | 8                                    | 7                                             | 6                     |
| ---------------------------------------------- | --------------------------------- | ------------------------------------ | --------------------------------------------- | --------------------- |
| - Repubblica Ceca                              |                                   | - Polonia - Portogallo               | - Georgia - Serbia                            |                       |
| 5                                              | 4                                 | 3                                    | 2                                             | 1                     |
| - Cipro - Finlandia - Islanda                  | - Australia - San Marino - Spagna | - Ungheria                           |                                               | - Grecia - Montenegro |
| Televoto                                       |                                   |                                      |                                               |                       |
| 12                                             | 10                                | 8                                    | 7                                             | 6                     |
|                                                | - Serbia                          | - Bielorussia - Montenegro - Polonia | - Estonia - Finlandia - Portogallo - Ungheria |                       |
| 5                                              | 4                                 | 3                                    | 2                                             | 1                     |
| - Georgia - Grecia - Islanda - Repubblica Ceca |                                   | - Belgio - San Marino - Spagna       | - Francia                                     |                       |

| Giurie        | Giurie                                      | Giurie                | Giurie                                    | Giurie      |
| 12            | 10                                          | 8                     | 7                                         | 6           |
| ------------- | ------------------------------------------- | --------------------- | ----------------------------------------- | ----------- |
|               | - Polonia - Repubblica Ceca                 |                       |                                           | - Finlandia |
| 5             | 4                                           | 3                     | 2                                         | 1           |
|               | - Azerbaigian - Georgia - Grecia - Lituania | - Portogallo          |                                           | - Spagna    |
| Televoto      |                                             |                       |                                           |             |
| 12            | 10                                          | 8                     | 7                                         | 6           |
|               | - Croazia - Serbia                          |                       | - Estonia                                 | - Russia    |
| 5             | 4                                           | 3                     | 2                                         | 1           |
| - Bielorussia | - Montenegro - Polonia                      | - Germania - Ungheria | - Austria - Lettonia - Macedonia del Nord | - Finlandia |

#### Punti assegnati dalla Slovenia
| Punti | Giuria          | Televoto        |
| ----- | --------------- | --------------- |
| 12    | Repubblica Ceca | Serbia          |
| 10    | Grecia          | Islanda         |
| 8     | Bielorussia     | Estonia         |
| 7     | Cipro           | Montenegro      |
| 6     | Belgio          | Ungheria        |
| 5     | Serbia          | Repubblica Ceca |
| 4     | Islanda         | Australia       |
| 3     | Polonia         | San Marino      |
| 2     | Ungheria        | Bielorussia     |
| 1     | Estonia         | Polonia         |

| Punti | Giuria             | Televoto           |
| ----- | ------------------ | ------------------ |
| 12    | Repubblica Ceca    | Macedonia del Nord |
| 10    | Azerbaigian        | Serbia             |
| 8     | Italia             | Italia             |
| 7     | Svezia             | Islanda            |
| 6     | Paesi Bassi        | Norvegia           |
| 5     | Svizzera           | Paesi Bassi        |
| 4     | Danimarca          | Svizzera           |
| 3     | Francia            | Danimarca          |
| 2     | Macedonia del Nord | Australia          |
| 1     | Malta              | Estonia            |